# Lucius Pompeius Faventinus
Lucius Pompeius Faventinus (vollständige Namensform Lucius Pompeius Luci filius Quirina Faventinus) war ein im 1. Jahrhundert n. Chr. lebender Angehöriger des römischen Ritterstandes (Eques). Durch eine Inschrift, die in Asturica Augusta gefunden wurde, ist seine Laufbahn bekannt. Die Inschrift ist heute verloren und es existiert nur noch eine ungenaue Wiedergabe in einem Manuskript des 16. Jahrhunderts.
Die militärische Laufbahn des Faventinus bestand aus den für einen Angehörigen des Ritterstandes üblichen Tres militiae. Er war (in dieser Reihenfolge) Kommandeur (Praefectus) der Cohors VI Asturum, Tribunus militum in der Legio VI Victrix und zuletzt Kommandeur einer Ala, deren Name in der Inschrift nur unvollständig erhalten ist. Faventinus erhielt von Vespasian (69–79) folgende militärische Auszeichnungen: eine Corona aurea, eine Hasta pura und ein Vexillum.
Faventinus war in der Tribus Quirina eingeschrieben und stammte vermutlich aus Asturica Augusta oder aus einer der Gemeinden in der Umgebung. Er übte zu einem unbestimmten Zeitpunkt (vermutlich) zwei Priesterämter aus, deren Namen in der Inschrift nicht erhalten sind.

## Ala
Laut Valerie A. Maxfield wurden von Historikern in der Vergangenheit die folgenden Einheiten vorgeschlagen: von Emil Hübner die Ala II Flavia Hispanorum, von Emil Ritterling und Ernst Stein die Ala I singularium civium Romanorum und von Géza Alföldy die Ala Sulpicia civium Romanorum. Die Lesung der EDCS ist pra[ef(ecto)] equitum alae [S]u[lp]ic[i]a[e] c(ivium) R(omanorum). John Spaul, Margaret M. Roxan und José Ignacio San Vicente ordnen Faventinus der Ala Sulpicia zu.

## Militärische Auszeichnungen
Maxfield geht davon aus, dass er seine militärischen Auszeichnungen mit jeder der in der Inschrift angegebenen Einheiten erhalten haben könnte, entweder um 70 bei der Niederschlagung des Bataveraufstands durch Quintus Petillius Cerialis oder um 77/78 während des Feldzugs des Gaius Rutilius Gallicus gegen die Brukterer. Laut Roxan nahm Alföldy an, dass Faventinus die Auszeichnungen als Kommandeur der Ala Sulpicia in dem Feldzug gegen die Brukterer erhielt. San Vicente hält es für wahrscheinlich, dass er die Auszeichnungen als Kommandeur der Ala Sulpicia in dem Feldzug gegen die Brukterer erhielt.

## Priesterämter
Dieser Teil der Inschrift wird bei der EDCS als [flam(ini)] provinciae [H(ispaniae) c(iterioris) sacerdoti] urbis Romae [et A]u[g(ustorum)] wiedergegeben. Bei Maxfield, Roxan und San Vicente ist dagegen statt sacerdos ein weiteres Mal flamen ergänzt. Folgt man der EDCS, war er flamen provinciae Hispaniae citerioris und sacerdos urbis Romae et Augustorum.
San Vicente nimmt an, dass er Flamen in der Provinz war, bevor er seine militärische Laufbahn begann. Bei der Real Academia de la Historia geht man dagegen davon aus, dass er seine Priesterämter erst nach Beendigung seiner militärischen Laufbahn ausübte.

## Datierung
Die Inschrift wurde nach dem Tod Vespasians errichtet (divo Vespasiano).
Laut Roxan datierte Alföldy die militärischen Stationen der Laufbahn von Faventinus wie folgt: um 70 Kommandeur der Cohors VI Asturum, mit der er an der Niederschlagung des Bataveraufstands teilnahm, um 74 Tribunus der Legio VI Victrix und um 77/78 Kommandeur der Ala Sulpicia. Roxan datiert sein Kommando über die Ala Sulpicia um ca. 77/78. San Vicente datiert seine militärische Laufbahn in den Zeitraum von 68 bis 78; er hält es für möglich, dass die Cohors VI Asturum durch Galba aufgestellt wurde und dass Faventinus als ihr Kommandeur seine militärische Laufbahn unter Galba in der Provinz Hispania Tarraconensis begann.